# 春熙 (道光十三年進士)
春熙（1797年—？年），字嗥如，滿洲正黃旗人。
道光二年（1822年）壬午科举人，十三年（1833年）癸巳科進士。道光二十二年任四川省重慶府大足縣知縣，縣志述其「仁廉有操守，卒於官，貧無以殮，邑人蔣一元助以千金始舁櫬歸」。
曾祖阿尔泰，三等侍卫；祖父諾敏；父明泉，礼部郎中；子鍾霖。